# واجریان

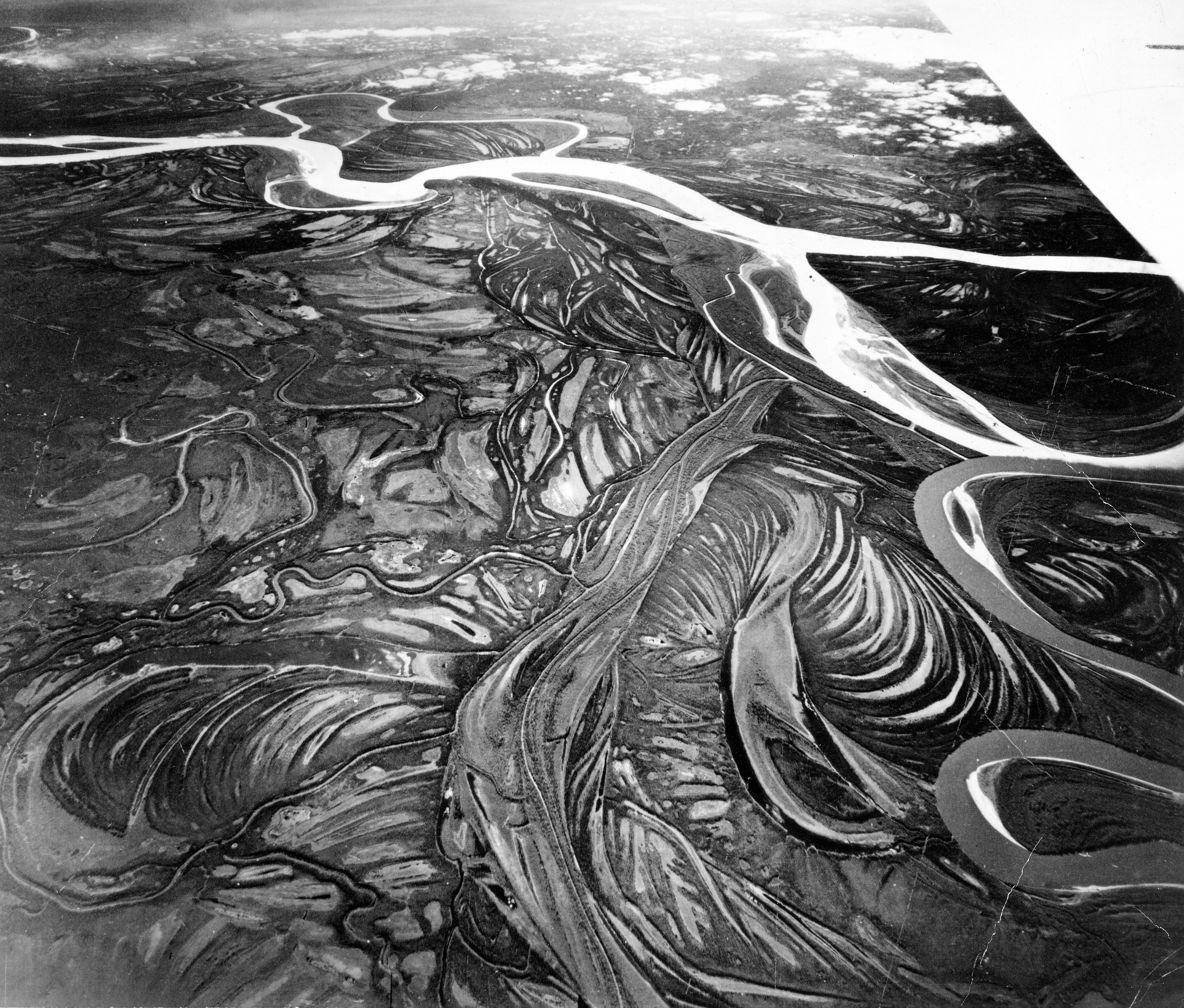
نگاره‌ای از رود یوکان در آلاسکا نشان دهندهٔ واجریانی شاخه‌های گوناگون رود است.

 واجریان، در دانش جغرافیا، به معنای به هم پیوستن جریان‌هایی از یک رود است که در یک مسیر پیش می‌روند و گاه از یکدیگر جدا می‌شوند و دوباره به هم می‌پیوندند. برای نمونه برخی جزایر موقتی با جدا ساختن جریان آب منجر به ایجاد واجریان‌ها می‌شوند. واجریان نمونه‌ای از یک بازپیوندی است که به معنای پیوند دوبارهٔ دو جریان است که در گذشته از هم جدا شده بودند.